# Лю Чжаосюань
Лю Чжаосюань (спрощ.: 刘兆玄; кит. трад.: 蘇貞昌; піньїнь: Liú Zhàoxuán; нар. 10 травня 1943) — китайський політик і письменник, голова Виконавчого Юаня Республіки Китай у 2008—2009 роках.

## Кар'єра
Здобув ступінь бакалавра, закінчивши 1965 року Національний тайванський Університет, і ступінь магістра в Шербрукському університеті 1968 року. Докторський ступінь здобув 1971 року в Торонтському університеті.
Від 1993 до 1996 року був міністром транспорту. В 1997—2000 роках обіймав посаду віцепрем'єра. 2004 року став президентом Сучжоуського університету.
У травні 2008 року зайняв пост голови уряду Республіки Китай. Подав у відставку трохи більше, ніж за рік, узявши на себе відповідальність за помилки уряду, що призвели до значного числа жертв під час тайфуну «Моракот».
Автор кількох творів у жанрі «Уся».